# العرض (ذي السفال)

تعديل مصدري - تعديل

العرض هي إحدى قرى عزلة الأشراف بمديرية ذي السفال التابعة لمحافظة إب، بلغ تعداد سكانها 280 نسمة حسب تعداد اليمن لعام 2004.